# Итеративная разработка
Итеративный подход (англ. iteration - «повторение») в разработке программного обеспечения — это выполнение работ параллельно с непрерывным анализом полученных результатов и корректировкой последующих этапов работы. Проект при этом подходе в каждой фазе развития проходит повторяющийся цикл PDCA: Планирование — Реализация — Проверка — Корректировка (англ. plan-do-check-act cycle).
Преимущества итеративного подхода:
- снижение воздействия серьёзных рисков на ранних стадиях проекта, что ведет к минимизации затрат на их устранение;
- организация эффективной обратной связи проектной команды с потребителем (а также заказчиками, стейкхолдерами) и создание продукта, реально отвечающего его потребностям;
- акцент усилий на наиболее важные и критичные направления проекта;
- непрерывное итеративное тестирование, позволяющее оценить успешность всего проекта в целом;
- раннее обнаружение конфликтов между требованиями, моделями и реализацией проекта;
- более равномерная загрузка участников проекта;
- эффективное использование накопленного опыта;
- реальная оценка текущего состояния проекта и, как следствие, большая уверенность заказчиков и непосредственных участников в его успешном завершении;
- затраты распределяются по всему проекту, а не группируются в его конце[1].

Пример реализации итеративного подхода — Rational Unified Process.